# Svetlana Grinberg
Svetlana Georgiëvna Grinberg, Russisch: Светлана Георгиевна Гринберг, (Moskou, 10 oktober 1944) is een voormalig Russisch professioneel tafeltennisser die uitkwam voor de Sovjet-Unie. Na haar huwelijk bekend als Svetlana Fedorova-Grinberg.

## Belangrijkste resultaten
- Goud met het team op de wereldkampioenschappen 1969.
- Goud in het dubbelspel op de wereldkampioenschappen 1969 met Zoja Roednova.
- Goud in het dubbelspel op de Europese kampioenschappen 1970 met Zoja Roednova.
- Goud met het team op de Europese kampioenschappen 1970.
- Goud met het team op de Europese kampioenschappen 1974.
- Zilver in het enkelspel op de Europese kampioenschappen 1966.
- Zilver met het team op de wereldkampioenschappen 1967.
- Zilver in het dubbelspel op de Europese kampioenschappen 1968 met Zoja Roednova.
- Zilver met het team op de Europese kampioenschappen 1966.
- Zilver met het team op de Europese kampioenschappen 1968.
- Brons in het enkelspel op de Europese kampioenschappen 1964.
- Brons in het dubbelspel op de wereldkampioenschappen 1967 met Zoja Roednova.
- Brons in het enkelspel op de Europese kampioenschappen 1968.
- Brons in het enkelspel op de Europese kampioenschappen 1974.
- Brons in het dubbelspel op de Europese kampioenschappen 1964 met Dzidra Loekina.
- Brons in het dubbelspel op de Europese kampioenschappen 1972 met Zoja Roednova.
- Brons in de gemengd dubbel op de Europese kampioenschappen 1968 met Anatoli Amelin.
- Brons in de gemengd dubbel op de Europese kampioenschappen 1970 met Anatoli Amelin.
- Brons met het team op de Europese kampioenschappen 1972.